# ヴィトルキアーノ
ヴィトルキアーノ（伊: Vitorchiano）は、イタリア共和国ラツィオ州ヴィテルボ県にある、人口約5,300人の基礎自治体（コムーネ）。

## 地理

### 位置・広がり
ヴィテルボ県のコムーネ。県都ヴィテルボから北東へ8kmの距離にある。

#### 隣接コムーネ
隣接するコムーネは以下の通り。
- ボマルツォ
- ソリアーノ・ネル・チミーノ
- ヴィテルボ

### 気候分類・地震分類
ヴィトルキアーノにおけるイタリアの気候分類 (it) および度日は、zona D, 1917 GGである。
また、イタリアの地震リスク階級 (it) では、zona 2B (sismicità media) に分類される。